# Мільнесіум альпійський
Мільнесіум альпійський (Milnesium alpigenum) — це вид тихоходів, який належить до типу тихоходи. Як і його таксономічні родичі, це всеїдний хижак, який харчується іншими дрібними організмами, такими як водорості, коловертки та нематоди. M. alpigenum був відкритий Крістіаном Ґоттфрідом Еренбергом у 1853 році. Цей вид дуже близький до Мільнесіум таргідратум, як і інші види з роду Мільнесіум.

## Історія та систематика
М. альпійський був вперше запропонований як самостійний вид Крістіаном Готфрідом Еренбергом у 1853 році. Однак, його відразу ж було відхилено, як дійсний вид через його надзвичайну морфологічну подібність до М. тардіградум. Окрім того, вважалося, що внутрішньовидові фенотипові варіації між видами тихоходів дуже великі і що кожен вид дуже фізіологічно відрізнявся один від одного. Однак на початку 20-го століття було проведено більше досліджень щодо морфологічних відмінностей у родах Мільнесіум та інших тихоходів. Було виявлено, що будь-які відмінності між видами були дуже тонкими і що всі тихохідні були особливо чутливі до механізмів репродуктивної ізоляції.
Протягом майже століття (1853—1928) М. альпійський залишався недійсним. У 1928 році зоолог Ернст Маркус провів експеримент, синонімізуючи М. альпійський разом із Мільнесіум квадріфідум проти М. тардіградум. Маркус зробив висновок про невеликі морфологічні відмінності в конфігурації кігтів між трьома видами, а також відмінності в статистичній морфометрії та секвенуванні ДНК. Ці відкриття закріпили М. альпійський як дійсний вид, і його таксономічний статус було підтверджено. Через симпатричну природу видоутворення в більшості представників роду Мільнесіум, презиготичні ізолюючі фактори між М. альпійський і М. тардіградум наразі невідомі. Таким чином, передбачається, що ці види справді розмножуються, але не можуть давати життєздатне потомство через пост зиготичні фактори.

## Морфологія

### Типова морфологія
М. альпійський має симетричну грубо округлу форму тіла. Його спосіб пересування полягає у використанні шести передніх лап, для того щоб просуватися по воді і час від часу використовує кігті, щоб зачепитися за субстрат. Його задні лапи часто служать засобом відштовхування від субстрату. Однак часто тихохід просто дрейфує. Особини мають дуже різноманітні розміри, але деякі були виміряні до 0,7 мм у довжину.
Тихоходи мають надзвичайну стійкість до всіх видів негативних факторів навколишнього середовища, таких як: екстремальний рівень радіації, екстремальні температури (як високі, так і низькі), екстремальний тиск (як високий, так і низький), екстремальний рівень токсинів і тривалі періоди без їжі чи води (до 10 років). Їм вдається протидіяти цим екстремальним екологічним стресам, переходячи в стан спокою, який називається криптобіозом, коли метаболізм знижується приблизно до 0,01 % від звичайного рівня.

### Родовидова морфологія
Існує дуже обмежена кількість унікальних можливих морфологічних ознак у межах роду Мільнесіум, а всі інші ознаки є загальними для більшого типу. Специфічні ознаки Мільнесіум, якими володіє М. альпійський, є наступними: (3-3) (3-3) конфігурація кігтя, відсутність будь-якої конфігурації кігтя змінюється в міру переходу особини до дорослого стану, (4+2) перибукальне пластинчасте тіло форма, відсутність скульптури дорсальної кутикули, відсутність псевдопластинок, репродуктивний спосіб партеногенезу та (хоча і не безпосередньо морфологічне) палеарктичне зоогеографічне походження. Усі ці риси, включаючи зоогеографічне походження, спільні для М. тардіградум, за винятком М. тардіградум, у якого конфігурація кігтів (2-3)(3-2), і конфігурація кігтів змінюється, коли М. тардіградум переходить до дорослого стану.

## Середовище існування
Зустрічається в Палеарктичному регіоні (Верхня Євразія). Вони зустрічаються в тій самій екологічній зоні, що й М. тардіградум та більшість інших видів Тихоходів, тобто водні середовища, такі як морські, прибережні та наземні райони. Насправді тихоходи настільки стійкі, чисельні та різноманітні, що людина, ймовірно, споживає десятки різних видів тихоходів, можливо, включаючи М. альпійський у пляшці джерельної води.

## Розмноження

### Репродуктивний метод
Подібно до майже всіх тихоходів, М. альпійський розмножується як статевим, так і нестатевим шляхом через партеногенез, вони роблять це з причин, подібних до інших нестатевих організмів, таких як попелиці або морські зірки. Вони розмножуються безстатевим шляхом, щоб скористатися вигідним середовищем, а також скористатися обмеженими можливостями залицяння. Тоді як вони також (як і багато організмів, які розмножуються безстатевим шляхом) додатково розмножуються статевим шляхом. Це дозволяє М. альпійський завойовувати незнайомі середовища, збільшуючи генетичне різноманіття, даючи вищі шанси для переваг і, таким чином, виживання між поколіннями.

### Репродуктивний цикл
Під час статевого розмноження самка відкладає щонайбільше 12 яєць, скидаючи шкіру, а потім яйця залишаються в кутикулі. Після цього яйцеклітини запліднюються зовні в кутикулі. Щоб вилупитися, їм потрібно від п'яти до шістнадцяти днів. Личинки, що вилупилися, проходять різні стадії линяння, що дозволяє їм поступово досягати дорослого стану. Тривалість цих стадій линьки залежить від рівня харчування особини. Нарешті, коли личинки закінчують ці стадії, вони проводять свою остаточну фазу линяння, що називається екдизисом. Після цього особина досягає репродуктивної зрілості. Усі тихоходи, включаючи М. альпійський, реалізують репродуктивну стратегію «R», тобто мають багато нащадків з невеликими або без жодних інвестицій у ріст. Репродуктивний цикл і природа М. альпійський майже ідентичні М. тардіградум.